# Bundestagswahlkreis Stuttgart III
Der Bundestagswahlkreis Stuttgart III war von 1965 bis 1980 ein Wahlkreis in Baden-Württemberg. Er besaß die Wahlkreisnummer 166 und umfasste von der kreisfreien Stadt Stuttgart die Stadtbezirke Stuttgart-West, Stuttgart-Süd, Vaihingen, Möhringen und Degerloch.
Zur Bundestagswahl 1965 erhielt Stuttgart den zusätzlichen Wahlkreis Stuttgart III, der aber bereits 1980 wieder aufgelöst wurde. Sein Gebiet wurde auf die beiden verbliebenen Stuttgarter Wahlkreise Stuttgart-Süd und Stuttgart-Nord aufgeteilt. Der letzte direkt gewählte Abgeordnete des Wahlkreises Stuttgart III war Siegbert Alber (CDU).

## Wahlkreissieger
| Jahr | Name           | Partei | Erststimmen |
| ---- | -------------- | ------ | ----------- |
| 1976 | Siegbert Alber | CDU    | 45,1 %      |
| 1972 | Horst Ehmke    | SPD    | 49,4 %      |
| 1969 | Horst Ehmke    | SPD    | 49,8 %      |
| 1965 | Arved Deringer | CDU    | 40,0 %      |